# 布亚布尔乌帕齐拉
布亚布尔是孟加拉国的一个乌帕齐拉，位於达卡专区的坦盖尔县。

## 人口
據1991年孟加拉國人口普查，布亞布爾共有人口177095人，其中成年（含18歲）人口87854人；男性佔比51.65%，女性49.35%。該地7歲以上人口之平均識字率為29.9%。